# Minxiong
 (février 2025).
Si vous disposez d'ouvrages ou d'articles de référence ou si vous connaissez des sites web de qualité traitant du thème abordé ici, merci de compléter l'article en donnant les références utiles à sa vérifiabilité et en les liant à la section « Notes et références ».

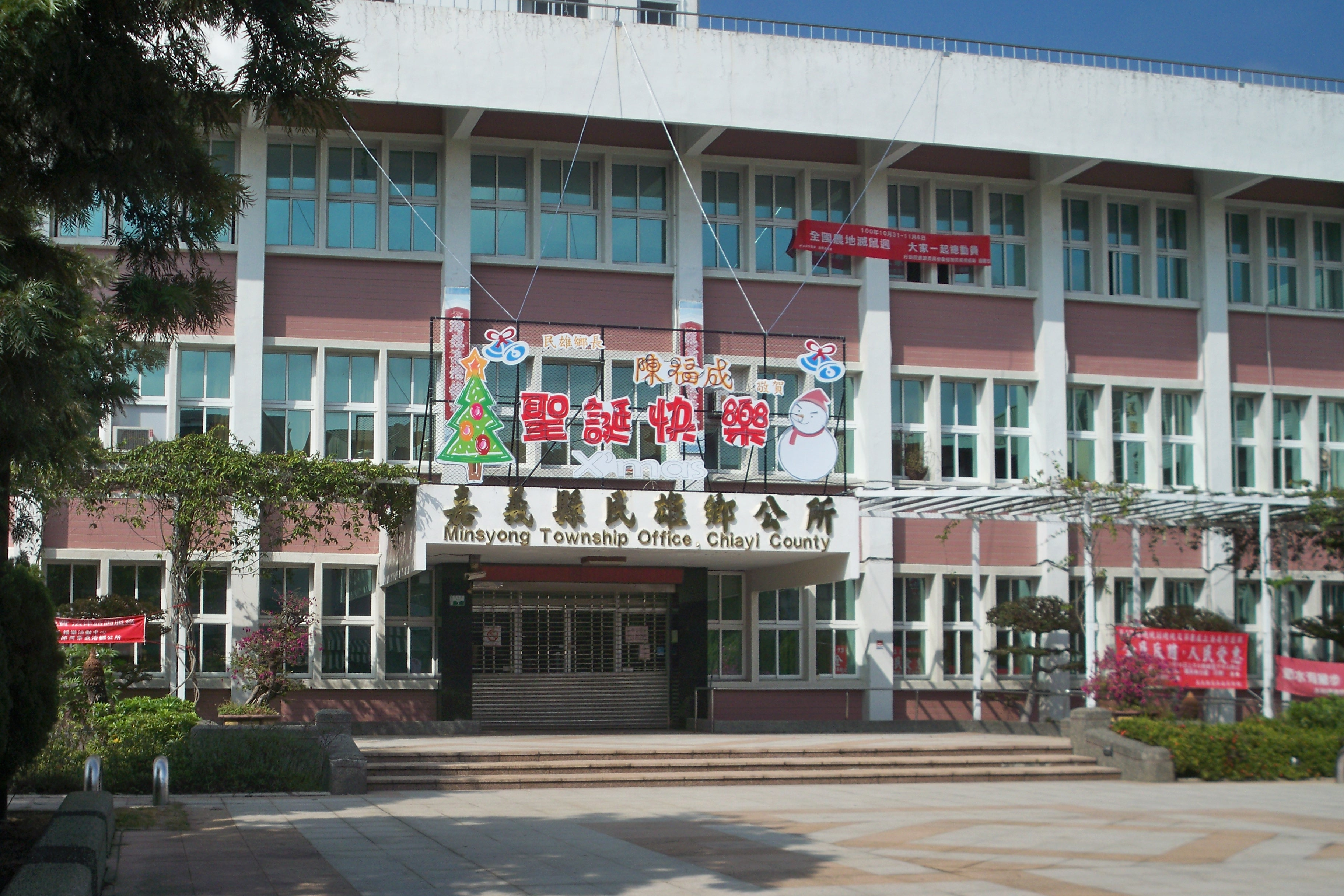
Bureau de la commune de Minxiong.

Minxiong (chinois traditionnel : 民雄鄉) est un canton rural du comté de Chiayi, à Taïwan.

## Géographie
La population du canton de Minxiong est de 70 316 habitants (en mai 2022). C'est le district le plus peuplé du comté de Chiayi est aussi le troisième canton plus peuplé de Taïwan. Le canton de Minxiong se compose de 28 villages d'une superficie totale de 85,496 9 km2.
Le canton de Mixiong est situé sur la plaine de Chianan avec de basses collines dans sa partie orientale. Le climat est humide et chaud.

## Divisions administratives
Tungrong, Zhongle, Xian, Liaoding, Fuquan, Tunghu, Dinglun, Jingpu, Zhonghe, Pinghe, Xichang, Lishou, Sanxing, Tungxing, Zengbei, Beidou, Shuangfu, Fule, Daqi, Xiulin, Songshan, Xingzhong, Xingnan, Jinxing, Fuxing, Wenlong, Shanzhong et les villages de Zhongyang.

## Éducation
- Université nationale de Chiayi (en)
- Université nationale Chung Cheng
- Université WuFeng (en)

## Infrastructures
- Centrale électrique de Chiahui

## Attractions touristiques
- Musée des reliques culturelles de l'alcool
- Temple de Baolin
- Chiayi Performing Arts Center
- Temple Dashihye
- Ancienne maison de Liou
- Musée national de la radio

## Transport

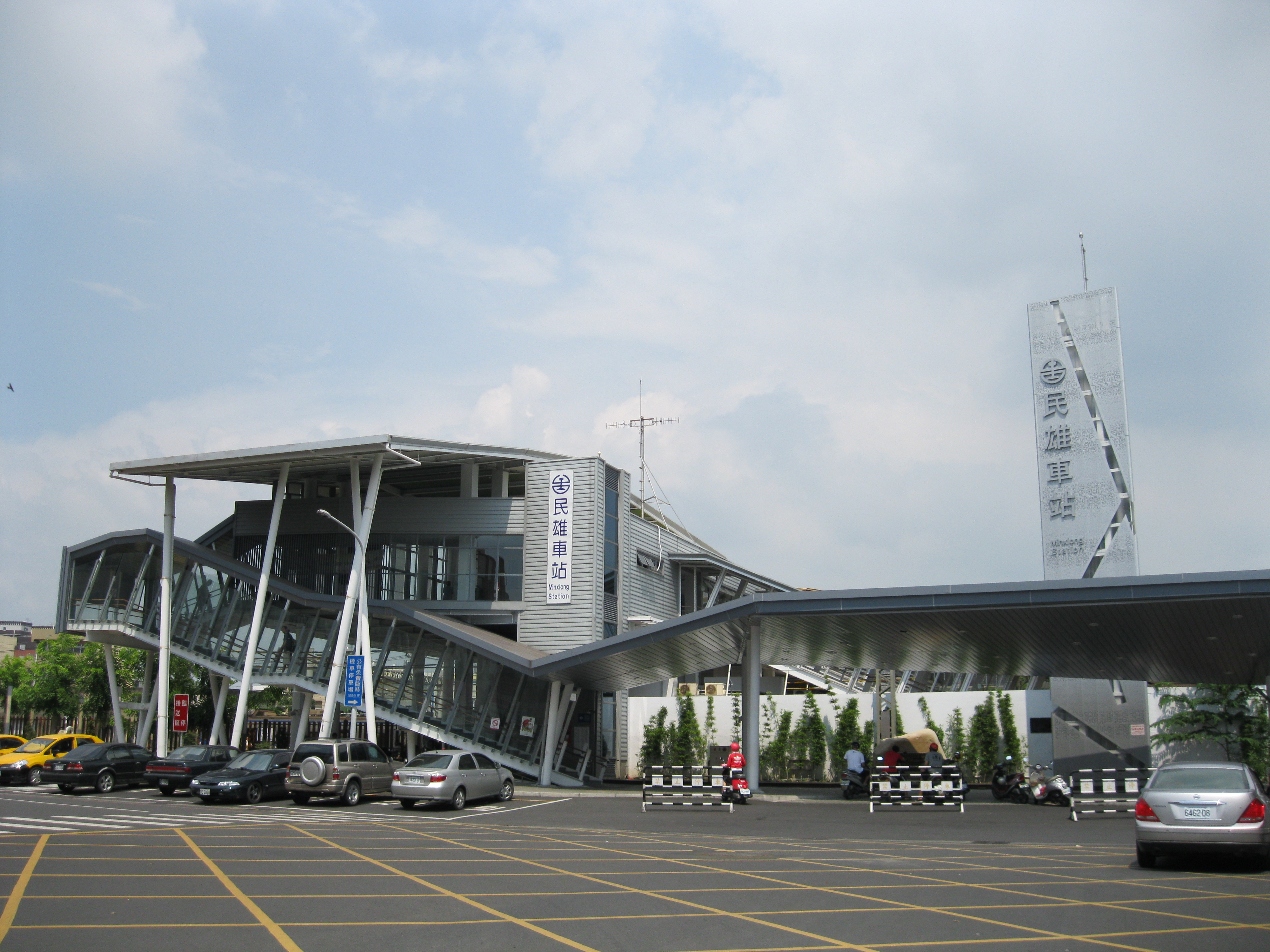
Gare de Minxiong.

- Gare de Minxiong

## Personnalités notables
- Huang Chu-wen, ministre de l'Intérieur (1998-2000)
- Chieh Hsu, auteur de « 美國高中求生指南 » (en français : « guide de survie au lycée américain »)